# Palicourea lineariflora
Palicourea lineariflora är en måreväxtart som beskrevs av Herbert Fuller Wernham. Palicourea lineariflora ingår i släktet Palicourea och familjen måreväxter. Inga underarter finns listade i Catalogue of Life.